# هيرمان غونارسون
هيرمان غونارسون مواليد 9 ديسمبر 1946 في آيسلندا - الوفاة 04 يونيو 2013 في تايلاند، كان لاعب كرة قدم أيسلندي كان يلعب كمهاجم.

## مرحلة الشباب

### أندية لعب لها
- نادي فيكينغور
- نادي فالور

## المسيرة الاحترافية

### أندية لعب لها
- نادي فالور